# Бабашкина, Татьяна Викторовна
Татьяна Викторовна Бабашкина, в девичестве Моткова (род. 23 ноября 1968, Ярославль) — российская прыгунья в высоту. Мастер спорта международного класса.

## Биография
Воспитанница СДЮШОР города Ярославля.
Муж и тренер — Виктор Михайлович Бабашкин.
Дочь — Бабашкина Анна (1998 год рождения).

## Достижения
Персональный рекорд 203 см установлен в мае 1995 года в Братиславе.
4 место на зимнем чемпионате мира (Барселона, 1995), 4 место на чемпионате мира (Гётеборг, 1995), победитель чемпионата России (1995,1996), Военных игр (Рим, 1995), обладательница Кубка Европы (1995,1997), 5 место в финале XXVI Олимпийских игр (Атланта, 1996), 5 место на чемпионате мира (Афины, 1997).